# Tachigali multijuga
Tachigali multijuga är en ärtväxtart som beskrevs av George Bentham. Tachigali multijuga ingår i släktet Tachigali och familjen ärtväxter. Inga underarter finns listade i Catalogue of Life.